# Сабля в геральдике
Сабля — искусственная негеральдическая гербовая фигура.
В геральдике олицетворяет честь, храбрость и достоинство. В русской геральдике, сабля прежде всего обозначает о военном происхождении гербовладельца, о его связи приобретения дворянства по военным заслугам или принадлежности предков к реестровому казачеству.

## История
Древняя европейская геральдика не употребляла данного термина и её изображения, как гербовой эмблемы, оперируют только понятием «меч» («кинжал», «восточный меч»). Геральдисты объясняли это просто: «Сабля — типичное холодное оружие лёгкой восточной конницы и не была свойственна военному рыцарскому делу». Даже позднее, когда сабля вошла в обиход кавалерии ряда стран Восточной Европы (русской, украинской, польской), термин «сабля» всё равно не использовался в геральдике — даже когда на гербе явно была изображена сабля, в блазонировании применялся термин «меч».
В Восточной Европе сабля стала распространённым вооружением в XV-XVII веках, особенно в период войн с Турцией и Польшей в областях Малороссии и современной территории Украины. В связи с этим с начала XVI века сабля стала рассматриваться, как основное оружие казачества. На этом основании её изображение вошло в геральдику 27-ми фамилий малороссийского и русского дворянства (Еремеевы, Крыжановские, Кандибы, Чесноки и др.), хотя на протяжении XVI—XVII веков в русской геральдике оставался термин «меч».
В польской геральдике, большей частью ориентированной на европейскую, сабля вовсе отсутствовала, как термин и как эмблема, хотя на практике широко использовалась в польской кавалерии.
Сабля, как эмблема, встречается в городских гербах ряда казачьих городов (Березна, Новгород-Северский, Прилуки, Хорол, Чугуев). Также присутствует в гербах покорённых городов (Измаил, Хотин, Гянжа).
В современной эмблематике присутствует в гербе и на флаге Саудовской Аравии, где она олицетворяет арабское достоинство и обозначает готовность к защите ислама с оружием в руках.

## Галерея

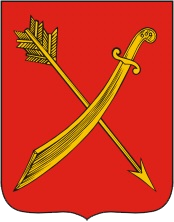
Герб Хорола
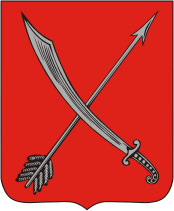
Герб Голтвы
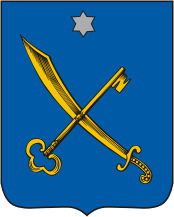
Герб Градижска
Герб Измаила
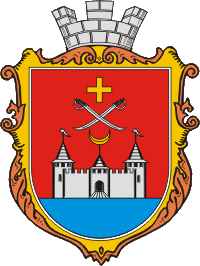
Герб Хотина
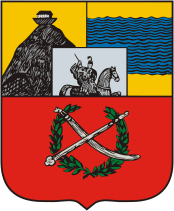
Герб Елизаветполя
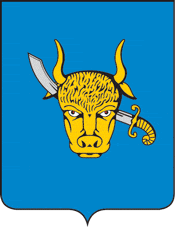
Герб Прилук
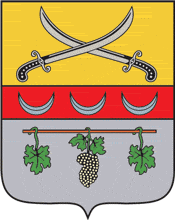
Герб Чугуева
Герб Новгорода-Северского
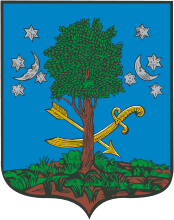
Герб Березны
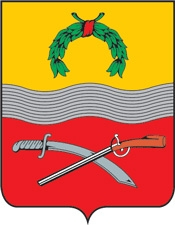
Герб Кобеляк времен Российской империи
Герб Чуднова
Герб рода Чеснок
Эмблема Саудовской Аравии
Эмблема Афганистана при власти талибов